# Cantón de Montbazens
El cantón de Montbazens era una división administrativa francesa, que estaba situada en el departamento de Aveyron y la región de Mediodía-Pirineos.

## Composición
El cantón estaba formado por trece comunas:
- Brandonnet
- Compolibat
- Drulhe
- Galgan
- Lanuéjouls
- Lugan
- Maleville
- Montbazens
- Peyrusse-le-Roc
- Privezac
- Roussennac
- Valzergues
- Vaureilles

## Supresión del cantón de Montbazens
En aplicación del Decreto n.º 2014-205 de 21 de febrero de 2014, el cantón de Montbazens fue suprimido el 22 de marzo de 2015 y sus 13 comunas pasaron a formar parte; siete del nuevo cantón de Villeneuve y Villefranche y seis del nuevo cantón de Lot y de Montbazens.